# Střední Brdy
Střední Brdy, někdy též zvané Centrální Brdy, je prozatím neoficiální, ale již vžité označení pro nejvyšší část Brdské vrchoviny nalézající se v chráněné krajinné oblasti Brdy. Ta je jediným skutečným pohořím na území Středočeského kraje.
Zatímco jejich západní, severní i východní ohraničení je přirozené a v terénu i na mapě snadno rozeznatelné, pak jižní hranice je vlastně umělá. Tvoří ji de facto silnice I/19, protínající hlavní brdský hřeben v sedle (709 m) nedaleko obce Teslíny. Tato silnice spojuje město Rožmitál pod Třemšínem s Plzní. Po severním okraji silnice (zhruba), tam, kde prochází pohořím, vedla také hranice vojenského újezdu Brdy. Na jih pak brdský hřeben pokračuje tzv. Jižními Brdy. Severní hranici, která Střední Brdy odděluje od další části pohoří, Hřebenů, představuje výrazné průlomové údolí řeky Litavky přibližně mezi obcemi Dominikální Paseky a Jince v okrese Příbram a Lochovicemi v okrese Beroun.
Od poslední části Brdské vrchoviny, Příbramské pahorkatiny, odděluje Střední Brdy mělké sedlo (600 m) nedaleko obce Láz, kterým prochází silnice I/18 z Příbrami do Rožmitálu pod Třemšínem.
Největší část (asi 70 % rozlohy) zabíral vojenský újezd Brdy, jen vedlejší západní hřeben mezi vrchy Ostrý vrch, Bílá skála a Žďár, který od severu a západu obklopuje kotlinu v okolí Strašic a Dobříva, ležel vně vojenského újezdu. Tento hřeben už také (jako jediný ze Středních Brd), neleží ve Středočeském, ale v Plzeňském kraji.
Z hlediska geomorfologického to, co je lidově nazýváno Středními Brdy, představuje území Třemošenské vrchoviny, případně též i Strašické vrchoviny, která leží západně a jihovýchodně Strašic, oblast Padrtě pak již náleží Třemšínské vrchovině. Oblast západně od Strašic však již často nebývá chápána jako Střední Brdy, ale naopak je mnohdy přiřazována k pásmu Radče, který však je geomorfologicky již součástí (nejvyšší) Křivoklátské vrchoviny.

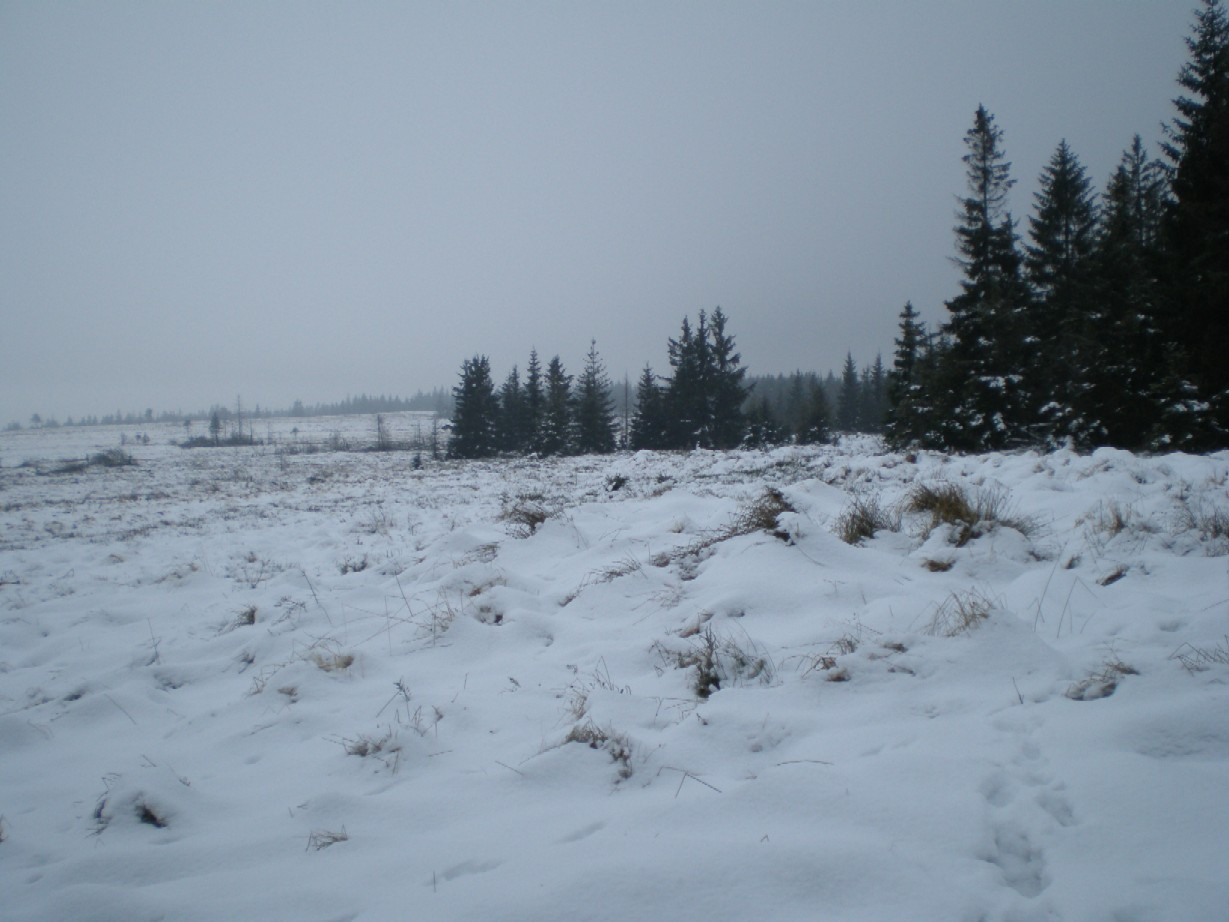

V nejvyšší (a také nejatraktivnější) části Středních Brd se nalézá většina nejvyšších vrchů Brd: nejvyšší Tok (865 m) nad Obecnicí, Prahu (862 m) s meteoradarem nad Nepomukem u Rožmitálu pod Třemšínem, Malý Tok (844 m) 1,7 km severně od již zmíněného Nepomuku, Brdce (840 m) necelé 4 km severozápadně od Lázu, Hradiště (839 m) 4,5 km západně od obce Láz, Koruna (837 m) 6 km jihovýchodně od Strašic, Jordán 6 km východně od Strašic a Paterák 7 km východně od Skořic.
Kromě těchto vrchů lze jmenovat ještě další významné hory, které představují výrazné dominanty svého okolí. Především je to Třemošná (780 m), která se zvedá na západním okraji Příbrami, Brda (773 m) 4 km severně od Obecnice, Kamenná (735 m), ležící 2,5 km jihovýchodně od Strašic, Hřebeny (721 m), zvané také Jinecké hřebeny, zubatý hřbet, který vyplňuje jihozápadní obzor těsně za obcí Jince, Beranec (662 m), v jehož jihozápadním svahu se nachází zřícenina hradu Valdek, anebo Plešec (790 m).
Střední Brdy (spolu s Jižními Brdy) jsou z hlediska fytogeografického jedinou oblastí oreofytika (oblast horské květeny) ve středních Čechách. Jsou považovány dokonce za jediné území v Evropě, kde se lze v této zeměpisné šířce a nadmořské výšce ještě setkat s přechodem mezi tajgou a severskou tundrou. Jsou tu zdokumentovány geomorfologické jevy, s nimiž se na českém území lze setkat pouze v Krkonoších nebo Jeseníkách. Jedná se tu po této stránce o skutečně mimořádně hodnotné území nejen v rámci ČR, ale dokonce i v evropském měřítku.

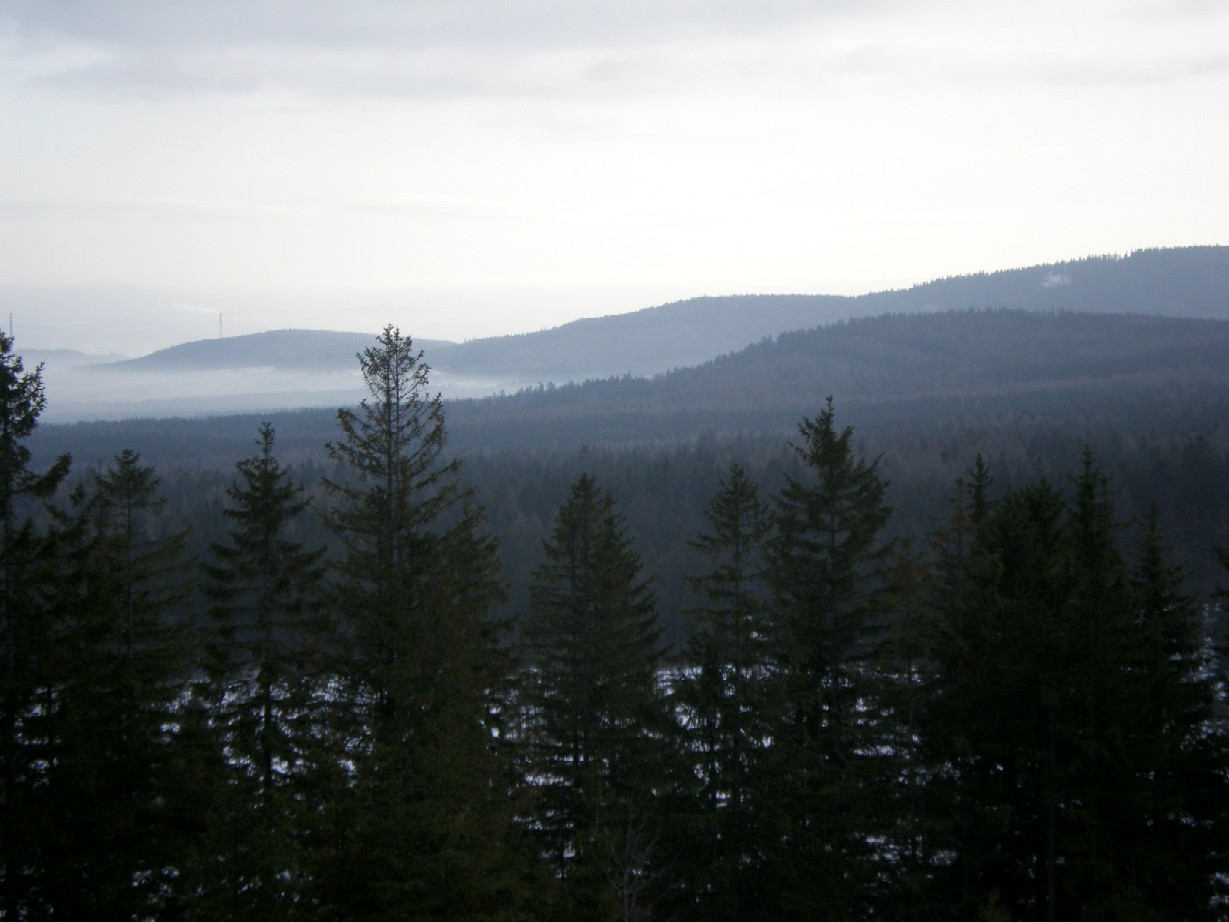

Vzhledem k extrémní neúživnosti podloží, zde nelze očekávat častý výskyt vysloveně raritních exemplářů jak fauny, tak flóry, na druhou stranu však Střední Brdy představují velmi zachovalý příklad relativně nedotčeného přírodního prostředí se specifickými atributy, které je řadí k nejméně civilizací ovlivněným územím v České republice. Je to o to významnější, že se jedná o území, ležící v centru civilizací extrémně ovlivněné oblasti Středočeského a východní části Plzeňského kraje. V minulých obdobích k tomu přispěla existence vojenského újezdu Brdy, která zabránila devastaci této krajiny – ať už se jedná o její urbanizaci nebo zemědělské využívání. (Avšak podobný charakter jako Střední Brdy si zachovala i oblast Jižních Brd, veřejnosti volně přístupná, kterou patrně uchránila její komplikovaná dopravní dostupnost.)

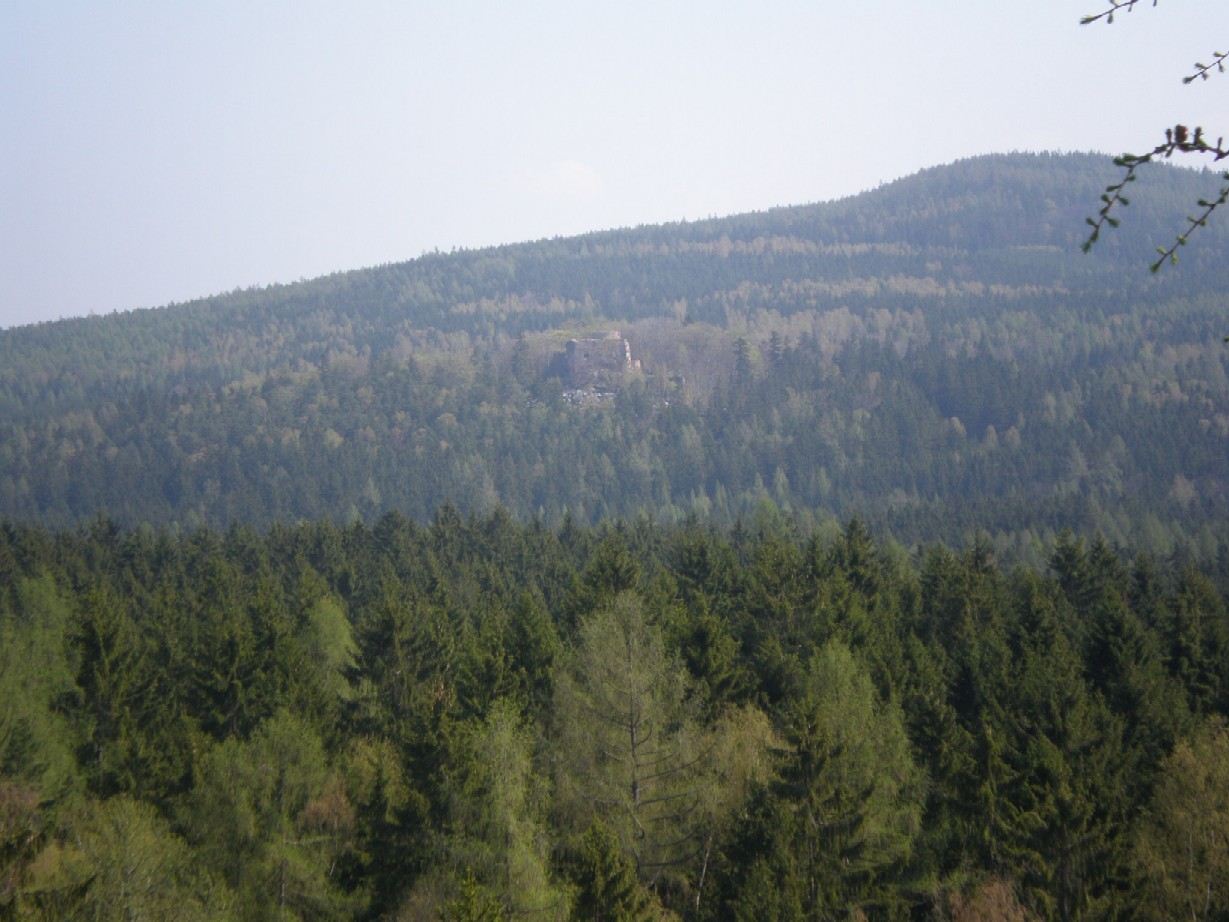

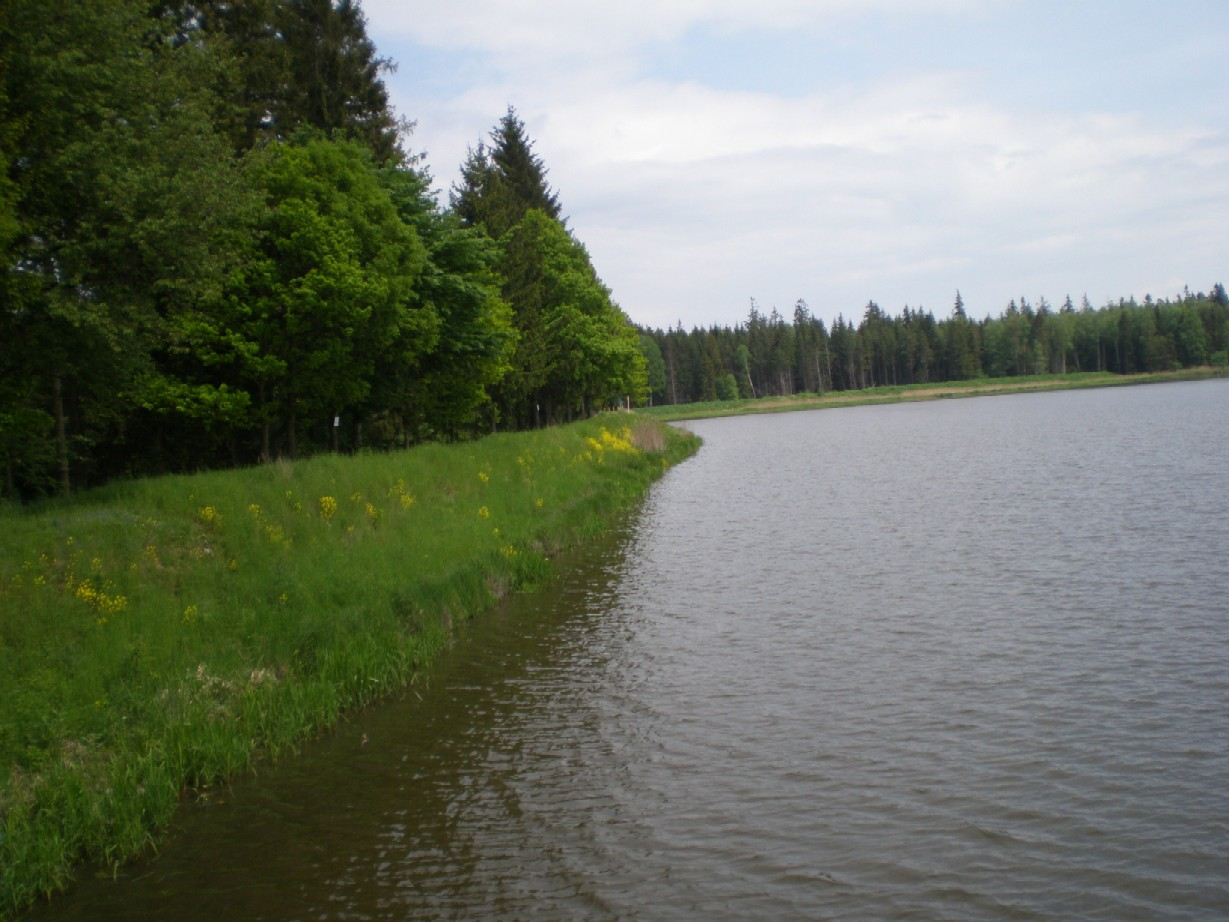

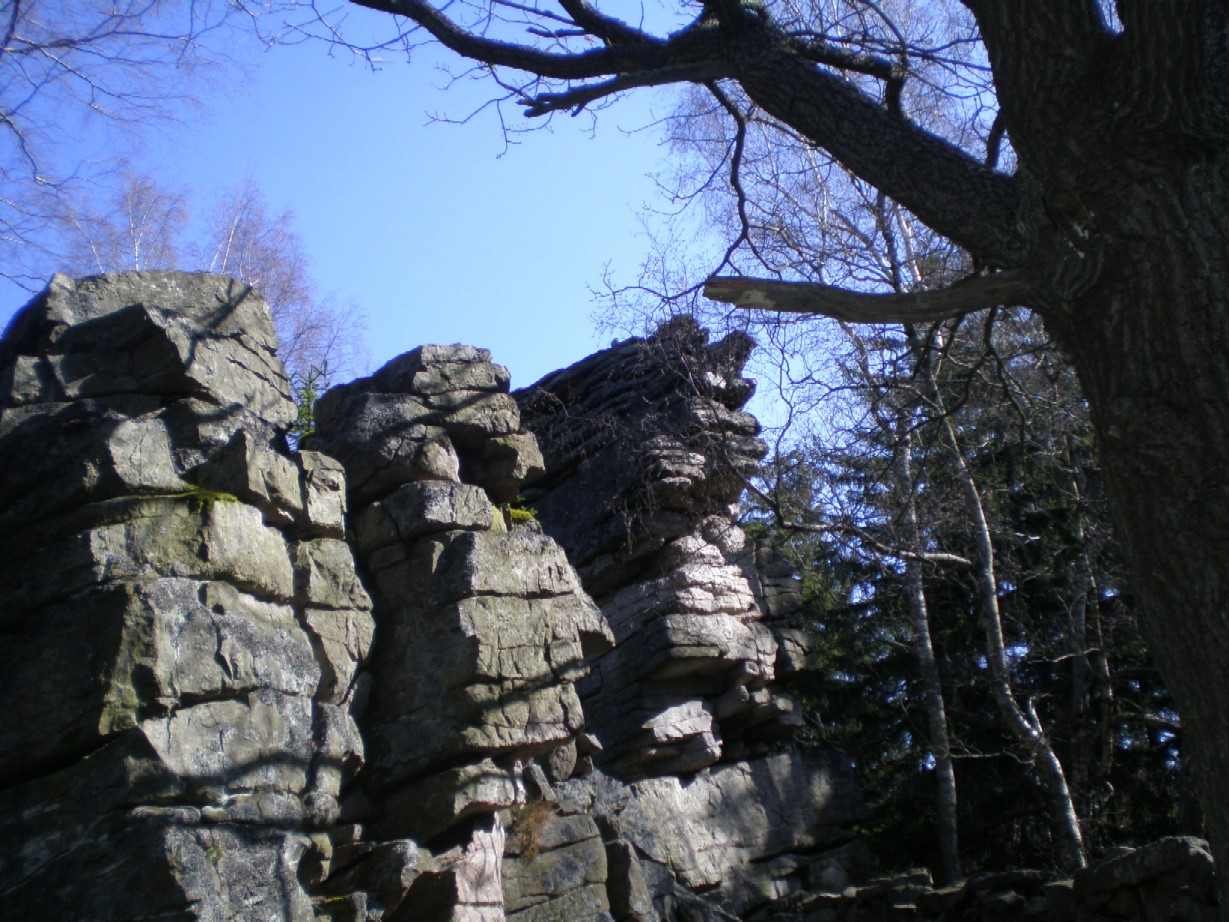

Ve Středních Brdech je možné se setkat např. s rysem, vydrou, orlem, čápem černým, i s obojživelníky, které se jinde nenalézají. Z ryb zde žije nejen pstruh, ale také vranka obecná, střevle potoční a mihule potoční. Brdy patří také k nejbohatším lokalitám výskytu raka kamenáče v Česku (jeho stavy však nyní decimuje populace nepůvodního norka amerického). Právě ve Středních Brdech byla teprve nedávno objevena skutečná rarita – listonoh letní.
Velkým bohatstvím tohoto území jsou (a hlavně byla) četná rašeliniště a mokřady. Zřejmě i proto byly Brdy vyhlášeny chráněnou oblastí přirozené akumulace vod (CHOPAV). Zřejmě vlivem klimatických změn a zejména v důsledku necitlivého přístupu Vojenských lesů a statků, divize Hořovice, dochází v posledních letech[kdy?] k postupnému rozpadu rašelinišť a hrozí jejich zánik.
Brdy jako celek, ale zejména právě oblast Středních Brd, však dodneška patří z přírodovědného hlediska k nejméně prozkoumaným územím v Čechách a řada osob, včetně mnoha odborníků, se domnívá, že by si zasloužily zvláštní zákonnou ochranu nad rámec toho, co může poskytnout pouhý zákaz vstupu veřejnosti, který je schopen (navíc dosti problematicky) nabídnout režim vojenského újezdu.
Jen na území Středních Brd existuje v současné době[kdy?] prozatím 24 návrhů na vyhlášení maloplošných zvláště chráněných území - ani jeden z těchto návrhů nebyl doposud realizován.
O ochraně přírody a rozvoji turistiky Středních a Jižních Brd pojednává podrobně článek Chráněná krajinná oblast Brdy.